# Dekveer
Een dekveer (wetenschappelijke naam: Tectrix) is een veer van een vogel die voornamelijk dient om het lichaam te isoleren en geen gespecialiseerde functie heeft zoals de slagveren of de donsveren. De dekveren bedekken vaak het grootste deel van het lichaam van een vogel. 